# Харківське (Казахстан)
Ха́рківське (каз. Харьков) — село у складі Мендикаринського району Костанайської області Казахстану. Адміністративний центр Соснівського сільського округу.
Населення — 806 осіб (2021; 842 у 2009, 914 у 1999, 1034 у 1989).